# Jarosław Kweclich
Jarosław Emil Kweclich (ur. 27 sierpnia 1957 w Częstochowie) – polski malarz i pedagog.

## Życiorys
Ukończył Liceum Ogólnokształcące im. Traugutta w Częstochowie (matura 1976). Odbył studia w Akademii Sztuk Pięknych im. Jana Matejki w Krakowie w latach 1976–1981 na Wydziale Malarstwa. Otrzymał dyplomy w pracowni Malarstwa Sztalugowego u prof. Jana Szancenbacha oraz Malarstwa w Architekturze i Urbanistyce u prof. Janiny Karupe-Świderskiej. W 1981 r. rozpoczął pracę w Zakładzie malarstwa Wyższej Szkoły Pedagogicznej (obecnie Uniwersytet Jana Długosza w Częstochowie), gdzie prowadzi zajęcia z malarstwa i rysunku. W 2003 r. zrealizował przewód kwalifikacyjny III stopnia w Akademii Sztuk Pięknych w Krakowie, a w 2004 r. został mianowany na stanowisko profesora nadzwyczajnego Akademii im. Jana Długosza w Częstochowie, a w latach 2008–2012 był na stanowisku prorektora do spraw rozwoju. Jest również założycielem i prezesem Zarządu Fundacji na Rzecz Promocji Sztuki Polskiej ARGO. Uczestnik Aukcji Współczesnego Malarstwa Polskiego w Nowym Jorku organizowanych przez Stowarzyszenie „Nasza Częstochowa” pod przewodnictwem Wiesława Ochmana.

## Twórczość
Twórczość obejmuje głównie malarstwo sztalugowe, monumentalne, witraż oraz rysunek. Przykłady prac to:
- Autoportret
- Św. Szczepan
- Dawid i Lwy

### Realizacje do obiektów sakralnych
- realizacja witraży do kościoła pw. św. Maksymiliana Kolbe w Częstochowie[4]
- ołtarze boczne do kościoła pw. św. Wojciecha w Częstochowie (Matka Boska Królowa Polski, Święty Wojciech)
- obrazy ołtarzowe w kościele pw. św. Jadwigi w Częstochowie (Św. Jadwiga Królowa, Matka Boska Królowa Polski)
- witraże do kaplicy Misjonarzy Krwi Chrystusa w Częstochowie (Zesłanie Ducha Świętego)
- witraże do kaplicy Ośrodka Leczniczo-Opiekuńczego Sióstr Honoratek w Częstochowie

## Nagrody
- Grand Prix, nagroda im. Jacka Malczewskiego na Ogólnopolskim Salonie Zimowym Plastyki w Radomiu[5]
- III Nagroda w Triennale "Prezentacje Portretu Współczesnego Radom 1990 r.
- Nagroda Prezydenta Miasta Częstochowy w dziedzinie kultury „Sztuki Plastyczne”[6]
- Grand Prix w konkursie „Obraz Roku 2002” pisma „Art&Business”
- Twórca 2004 roku, plebiscyt czytelników „Gazety Wyborczej” na aranżację wystawy „Żydzi Częstochowianie”[7]